# Alexandros Panagulis
Significa credere nell'umanità.
Significa amare senza permettere a un amore di diventare un'àncora. 
Significa lottare. E vincere. Guarda, più o meno quel che dice Kipling in quella poesia intitolata Se".»
(Oriana Fallaci, in Intervista con la storia)
Alexandros Panagulis, noto anche con il diminutivo di Alekos (Αλέκος; in greco Αλέξανδρος Παναγούλης?, Aléxandros Panagoúlis; Glifada, 2 luglio 1939 – Atene, 1º maggio 1976), è stato un politico, rivoluzionario e poeta greco, considerato un eroe nazionale della Grecia moderna.
Fu un intellettuale e attivista per la democrazia e i diritti umani, rivoluzionario socialista non marxista in lotta, anche armata, contro la dittatura dei colonnelli. A causa del suo fallito attentato contro il dittatore Geōrgios Papadopoulos (1968), venne perseguitato, torturato e imprigionato a lungo, fino alla sua liberazione nel 1973 dopo una mobilitazione internazionale. Dopo un periodo di esilio in Italia, divenne deputato al parlamento greco per il partito liberaldemocratico Unione di Centro nel 1974, ma morì due anni dopo in un misterioso incidente stradale, mentre stava indagando sui rapporti segreti intrattenuti da alcuni membri del nuovo governo democratico con i militari all'epoca del regime. 
Panagulis è anche il protagonista di Un uomo, famoso libro di Oriana Fallaci, giornalista e scrittrice italiana che fu la sua compagna di vita dal 1973 al 1976, testo che, insieme alla lunga intervista allora concessa alla stessa, lo rese celebre in tutto il mondo come simbolo della resistenza ai regimi autoritari.

## Biografia

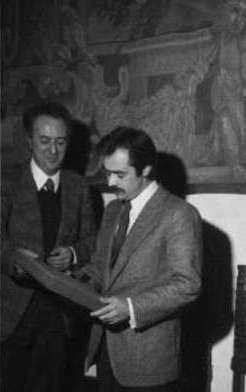
Alexandros Panagulis, ritratto su un francobollo greco del 1997

Secondo figlio di Athena e Vassilios Panagulis, fratello minore di Georgios Panagulis, vittima del regime dei colonnelli e fratello maggiore di Efstathios detto Stathis (nato nel 1946), altro uomo politico (deputato del PASOK prima e di SYRIZA poi).

### Giovinezza
Studia al Politecnico nazionale di Atene (Metsovio) dove si laurea in Ingegneria Elettronica, quindi diventa ufficiale dell'esercito greco. Spirito libero e democratico, ispirato dalla tradizione umanista della Antica Grecia, Panagulis ancora adolescente entra nel settore giovanile dell'Organizzazione giovanile dell'Unione di Centro (O.N.E.K.), partito guidato da Geōrgios Papandreou che in seguito cambierà nome in Gioventù Democratica Greca (E.DI.N).

### Resistenza alla dittatura

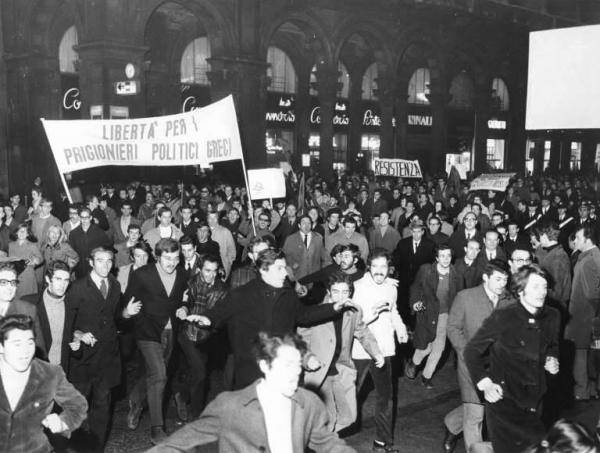
Milano, piazza del Duomo, 18 novembre 1968 manifestazione per Panagulis

Dopo il colpo di Stato del 21 aprile 1967 entra nella resistenza contro il regime militare guidato da Geōrgios Papadopoulos: per questo diserta durante il servizio militare a causa delle sue convinzioni democratiche e fonda l'organizzazione Resistenza Greca.
Si auto-esilia a Cipro per approntare un piano d'azione e, una volta rientrato in madrepatria pianifica, con i suoi stretti collaboratori, il tentativo di omicidio del dittatore Papadopoulos il 13 agosto 1968 vicino a Varkiza. L'attentato fallisce e Panagulis, autore materiale del piazzamento degli ordigni che non si innescarono al passaggio della limousine del dittatore, viene arrestato.
Panagulis rifiuta subito l'offerta di collaborazione che la Giunta gli proponeva, e per questo fu sottoposto ad atroci torture fisiche e mentali.
Giudicato dai tribunali militari il 3 novembre 1968, venne condannato a morte il 17 novembre 1968 e conseguentemente trasportato all'isola di Egina per l'esecuzione. Ma grazie alle pressioni della comunità internazionale e delle sue amicizie oltre al timore da parte del regime di farne un martire, la sentenza non viene eseguita, e così il 25 novembre 1968 Panagulis viene tradotto nelle prigioni militari di Boiati. La sua difesa al tribunale, in cui dichiarò di accettare il processo ma non i metodi, e soprattutto le dichiarazioni false fatte passare per sue, fecero il giro del mondo, insieme alla rivendicazione della liceità del tirannicidio:
(Discorso riportato da Oriana Fallaci, Un uomo)
 Il 5 giugno 1969 evade per la prima volta di prigione; dopo essere stato arrestato tenta nuovamente di scappare scavando un buco nel muro della cella ma viene immediatamente scoperto.
Per punire questa sua "scarsa disciplina" viene quindi condotto provvisoriamente alla caserma di Goudi prima di essere riportato, un mese dopo, alla prigione di Boiati, dove fu chiuso in isolamento totale in una cella costruita appositamente per lui. La cella era una stanza seminterrata di due metri per tre con una piccola anticamera. Nel 1970 subisce un attentato in prigione, mentre è in sciopero della fame: rischia di morire nell'incendio della sua cella. Nello stesso periodo, come racconta nell'intervista alla Fallaci, l'intellettuale e politico francese Jean-Jacques Servan-Schreiber tenta di farlo liberare, ma ottiene invece la consegna di un altro prigioniero, il compositore Mikīs Theodōrakīs, che aveva musicato alcune sue poesie.

### Gli anni nella "tomba" e la scarcerazione

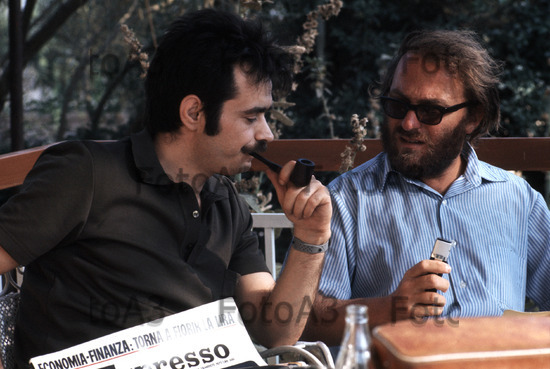
Alexandros Panagulis (a sinistra) mentre parla con il giornalista Mario Scialoja nel maggio 1974.

Oriana Fallaci

Nei tre anni e mezzo passati nella "tomba", questo il soprannome dato alla cella, tentò più volte di evadere nuovamente senza successo. Riuscì inoltre a non cadere nel baratro della pazzia prendendosi continuamente gioco delle guardie e del direttore del carcere e resistendo stoicamente ad ogni umiliazione e pestaggio. Rifiuta un permesso per raggiungere il capezzale del padre morente e, in seguito (1973), di beneficiare dell'amnistia generale concessa dal regime dei colonnelli ai detenuti politici a seguito delle pressioni internazionali. Questo per evitare di dare al regime della Giunta una distorta immagine di democrazia agli occhi della stampa occidentale.
Durante l'estate successiva, il 21 agosto, viene finalmente liberato, grazie all'amnistia. Il giorno successivo conosce la scrittrice e giornalista fiorentina Oriana Fallaci, che diventerà la sua compagna di vita. Si esilia di nuovo, questa volta a Firenze, in Italia, nella casa di campagna della Fallaci, per dare una nuova forza alla resistenza. La Fallaci rimase incinta di un figlio, ma lo perse dopo un litigio con lo stesso Panagulis.

### Il ritorno alla democrazia

Panagulis premiato a Palazzo Medici Riccardi a Firenze

Nel 1974 la Giunta abdica e vengono indette elezioni democratiche. Panagulis, piuttosto restio a partecipare alla politica dei partiti, comprende che per continuare la sua azione deve entrare in parlamento, e per questo si presenta alle elezioni del novembre 1974 con l'Unione del Centro - Nuove forze (E.K. - N.D.), un partito di ispirazione liberale progressista, liberaldemocratica e "venizelista", derivato dal movimento di cui aveva già fatto parte e guidato dall'ex premier Geōrgios Papandreou. Diventa anche presidente dell'E.DI.N (3 settembre) e due mesi dopo viene eletto deputato del collegio di Atene.
Soffre di problemi respiratori e di altro tipo a causa delle ossa rotte a bastonate e delle lesioni a organi interni riportate durante i pestaggi subiti in prigione. Nello stesso periodo testimonia al processo contro i suoi aguzzini, gli ufficiali Malios e Babalis, il direttore di Boiati Zakarakis e il maggiore Teofilojannacos, ma chiede che non venga loro inflitta la pena di morte, sostenendo di non odiare i tiranni deposti e poiché si tratta di meri servi del regime di Papadopoulos e di Joannidis. Egli manifestò invece un profondo rancore e disprezzo per il capo degli inquisitori, il colonnello della polizia militare Nicholas Hazizikis (da lui soprannominato "lo scorpione") che riuscì a scampare ai processi e fu l'unico uomo che gli faceva davvero perdere il suo autocontrollo.
Prosegue quindi, come deputato, la caccia ai politici che avevano collaborato con il regime dittatoriale lanciando contro di loro numerose accuse. Poco dopo la sua elezione rompe con la leadership del suo partito dopo aver chiesto invano l'epurazione di un suo componente, del quale aveva accertato la complicità con il vecchio regime. Era riuscito infatti ad ottenere in modo rocambolesco dei documenti dell'ESA (i servizi segreti ellenici) che provavano i rapporti di collaborazione tra alcuni politici e la Giunta, primo tra tutti Evangelos Averoff, il quale, essendo Ministro della Difesa e quindi capo di un esercito ripulito solo in parte dai generali corrotti, aveva un potere maggiore del Presidente della Repubblica.
Deluso, ma deciso, dà le dimissioni dal partito ma conserva la sua poltrona nel Parlamento ellenico come indipendente. Mantenne le sue accuse entrando quindi in conflitto aperto con il Ministro della difesa, ed altri.
Col passare del tempo, soltanto la Fallaci, nonostante alcuni duri scontri nella coppia, resta al suo fianco in questa battaglia. Per mesi è oggetto di pressioni e di minacce di morte, le quali aumentano dopo l'inizio delle pubblicazioni del dossier relativo agli agenti di sicurezza del regime dei colonnelli in un giornale ellenico, su iniziativa dello stesso Panagulis.

### Morte

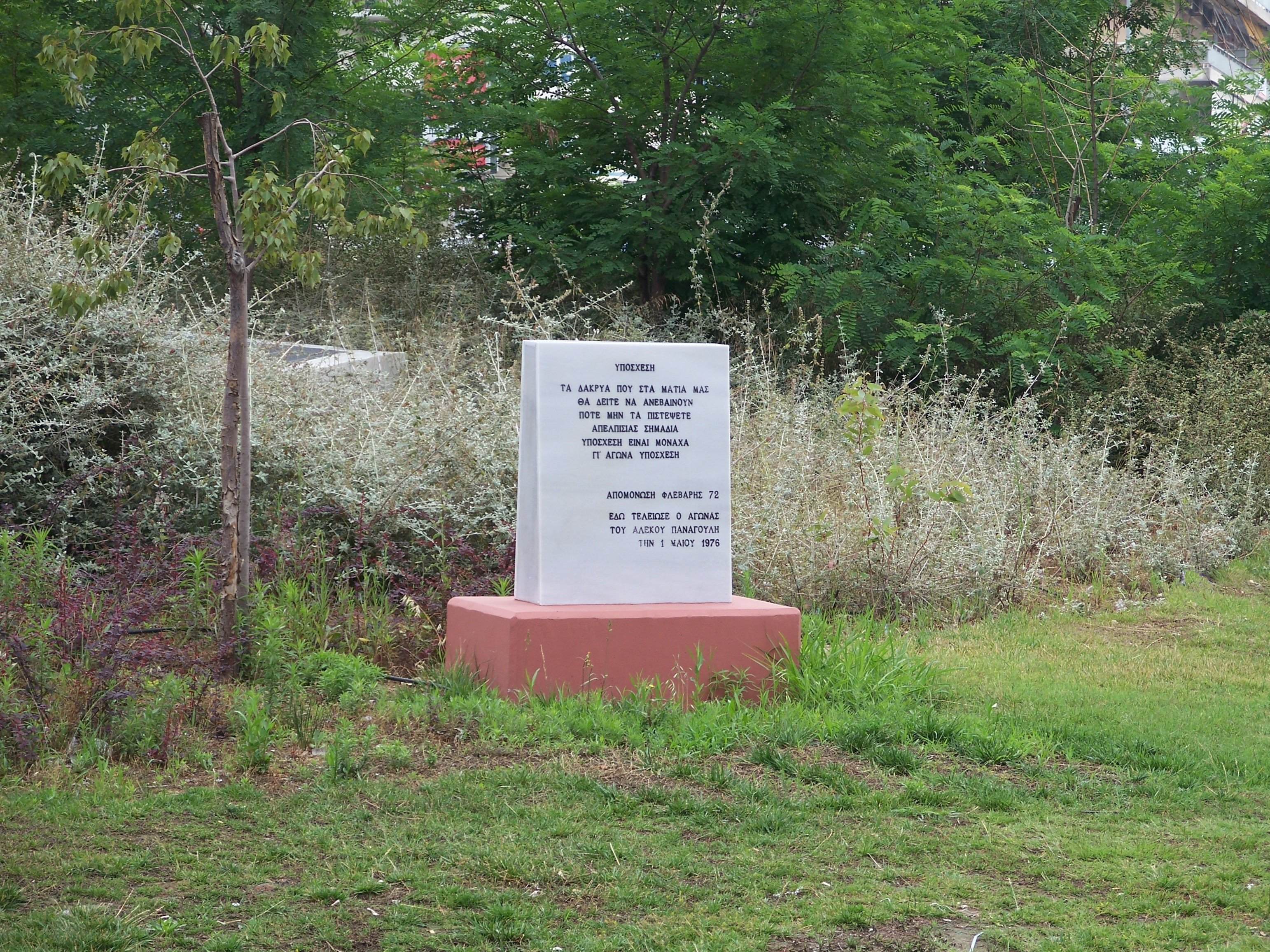
Monumento in viale Vouliagmenis nel punto dove fu ucciso Alekos Panagoulis.

La notte tra il 30 aprile e il 1º maggio 1976, mentre rientrava a Glifada, sua città natale nei dintorni della capitale, Panagulis rimane vittima di un misterioso incidente automobilistico in viale Vouliagmenis, ad Atene. L'inchiesta ufficiale affermerà che si era trattato soltanto di un errore dello stesso Panagulis, la cui vettura, una Fiat 132, era finita nello scivolo di un'autorimessa. Erano giunte a conclusioni ben diverse le perizie degli esperti italiani, i quali avevano parlato di un incidente provocato ad arte tramite speronamento da due automobili di grossa cilindrata.
Secondo la Fallaci e altri, uno degli esecutori materiali dell'omicidio andava riconosciuto in Michele Steffas, militante di destra con un passato di pilota professionista in Canada. Questi si era presentato spontaneamente alla polizia il 3 maggio come testimone dei fatti, sostenendo la tesi dell'errore umano. Verrà in seguito condannato a pagare una multa per omissione di soccorso, ma le sue responsabilità non verranno mai provate.

### I funerali

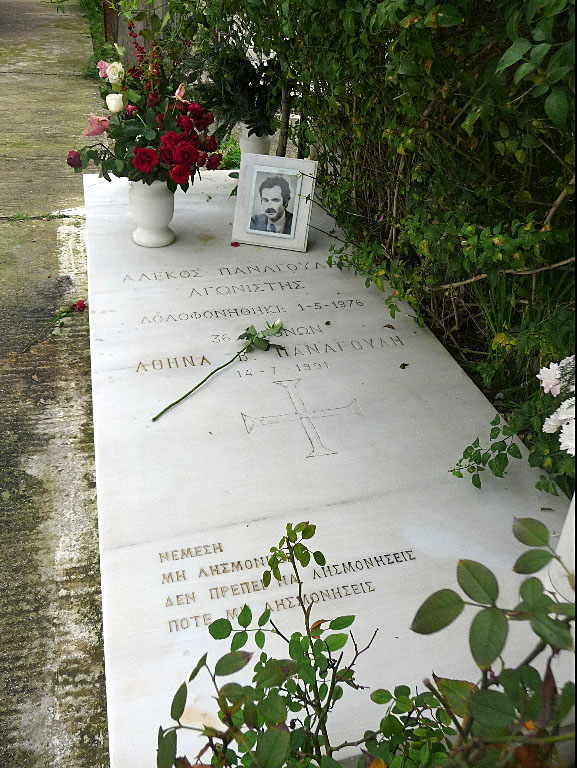
Tomba di Panagulis e della madre Athena.

Il suo funerale, svoltosi nella cattedrale di Atene il 5 maggio, divenne la più grande manifestazione di popolo della storia greca.
Quel giorno infatti giunsero ad Atene circa un milione e mezzo di persone, il che rese particolarmente difficoltoso lo svolgimento delle esequie e la sepoltura. Durante la cerimonia la gente in piazza urlava "Zei zei zei" ("Vive vive vive", abbreviato con la lettera greca Z, che ha la stessa pronuncia).
Eroe della democrazia che contribuì all'isolamento internazionale del regime dei colonnelli, Alexandros Panagulis fu definitivamente eliminato dalla lotta politica solo con l'incidente mortale che privò il paese delle verità di cui lui era a conoscenza e che avrebbero probabilmente portato la Grecia a fare altre scelte e altri percorsi.
Un monumento lo ricorda nel luogo della morte, mentre la tomba si trova nei pressi di Atene. A Firenze, nel Cimitero degli Allori, accanto a dove venne poi sepolta Oriana Fallaci, si trova un altro cippo commemorativo.

## Lavoro poetico
(Alekos Panagulis, Devi vivere, 1971)
Panagulis fu quotidianamente oggetto di torture atroci durante tutta la sua detenzione. Il suo auto-controllo, la sua disciplina, la sua determinazione per difendere le sue convinzioni e il suo senso dell'umorismo gli servirono di scudo contro le violenze fisiche e mentali.
Nella prigione di Boiati ha scritto i suoi poemi migliori sulle pareti della sua cella o su pezzi microscopici di coperta, spesso con il suo stesso sangue (in alcuni momenti della prigionia gli fu impedito di tenere con sé carta e penna). Molti dei suoi poemi sono a tutt'oggi ancora sconosciuti a causa della dittatura; tuttavia riuscì a far uscire alcuni scritti dalla sua prigione in vari modi, altri li ha riscritti a memoria.
Mentre era ancora in prigione fu pubblicata a Palermo nel 1972 dall'editore Salvatore Fausto Flaccovio, e ristampata nel 1990 dal figlio Sergio Flaccovio, entrambi sotto la sigla editoriale S. F. Flaccovio, Editore - Palermo, la sua prima collezione, tradotta in italiano e testo greco a fronte, dal titolo Altri seguiranno: poesie e documenti dal carcere di Boyati, con una nota introduttiva del politico italiano Ferruccio Parri e di Pier Paolo Pasolini, e una interessante CRONACA, a cura di Kris Mancuso. Per questa collezione Panagulis ha ricevuto il Premio Viareggio Internazionale.
Dopo la sua liberazione fu pubblicata a Milano la sua seconda collezione sotto il titolo Vi scrivo da un carcere in Grecia, con un'introduzione sempre di Pasolini. La pubblicazione in italiano fu successiva ad altre sue pubblicazioni in greco quale la raccolta chiamata La vernice (H Bogia).

Alekos Panagulis

## Simbolo
La vita ed il lavoro di Alexandros Panagulis hanno attratto l'interesse dei circoli artistici. Concretamente, il celebre compositore Mikīs Theodōrakīs, anche lui perseguitato per le sue idee dalla giunta dei colonnelli, compose in musica le sue poesie. Inoltre, la poesia e la vita di Panagulis sono diventate oggetto di studio per numerosi ricercatori. Tuttavia, è Oriana Fallaci, che ha reso l'omaggio più vibrante al genio letterario e al talento politico di Panagulis tramite il libro bestseller Un uomo (1979).
Quasi titanico, con il suo coraggio e il suo lavoro ha contrassegnato la vita politica ed intellettuale della Grecia contemporanea. In quanto simbolo di libertà e democrazia, ispira le nuove generazioni non solo in Grecia ma internazionalmente e trova il suo posto vicino ai politici che hanno combattuto per i diritti dell'uomo e le libertà civili e politiche.
Lo stato greco gli ha più volte reso omaggio dedicandogli un francobollo da 20 dracme e una scheda telefonica prepagata nel 20º anniversario della morte (1996) e ha dato il suo nome a luoghi pubblici o a stazioni come la fermata della metropolitana "Alexandros Panagulis" ad Atene nel 2004.

### Cinematografia
- Panagulis vive (1980), film a episodi diretto da Giuseppe Ferrara e scritto con Piergiovanni Anchisi, Riccardo Iacona, Gianfrancesco Ramacci, con la collaborazione di Thanasis Valtinos; produttore Giuseppe Ferrara; fotografia di Silvio Fraschetti, musica di Dimitri Nicolau; 90 minuti la versione cinematografica e 220 minuti (suddivisi in quattro puntate) la versione televisiva, RAI, 1980.[6]
- Altri seguiranno (1973), documentario con intervista a Panagulis di Silvano Agosti.
- Panagulis-Fallaci. Storia d'amore, libertà e morte (2010), documentario Rai Storia, con interviste ai testimoni in Grecia e a Paola Fallaci in Italia - scritto e diretto da Massimo Bongiorno.
- Un uomo (2014) dal romanzo biografico di Oriana Fallaci (film in produzione).
- L'Oriana (2015), film TV biografico sulla Fallaci, in due episodi sulla Rai.

## Opere
- Altri seguiranno. Poesie e documenti dal carcere di Boyati, a cura di Kris Mancuso, presentazione di Ferruccio Parri, saggio introduttivo di Pier Paolo Pasolini, Palermo, Flaccovio, 1972.
- Vi scrivo da un carcere in Grecia, prefazione di Pier Paolo Pasolini, Milano, Rizzoli, 1974.

## Opere musicali
- Non devi dimenticare, musiche di Ennio Morricone su testi poetici di Alexandros Panagulis,[7]